# 朱读稳
朱读稳（1957年7月—），男，汉族，安徽舒城人，中华人民共和国政治人物。中央党校经济管理专业毕业，在职研究生学历。

## 生平
1975年11月加入中国共产党，1976年7月参加工作。2000年2月，任中共六安市委副书记。2001年1月，任中共安庆市委副书记。2003年4月，任中共安庆市委副书记、安庆市人民政府代市长（8月当选市长）。2008年2月，任中共安庆市委书记。2013年1月，任安徽省人民代表大会常务委员会秘书长。
2008年，当选第十一届全国人民代表大会安徽地区代表。2018年2月24日，当选为第十三届全国人大代表。
2020年9月不再擔任安徽省人大常委会秘书长。